# Leon Bolier
Leon Bolier (nacido en 1980) es un compositor, DJ y productor musical de música trance de Holanda. 
Su carrera comenzó a florecer en 2008 con una serie de reconocidas producciones, incluyendo la exitosa canción "Ocean Drive Boulevard". En 2008, ocupó el lugar # 95 en la encuesta realizada por la revista DJmag en la lista de los mejores 100 de DJ en el mundo. En 2009, subió 32 lugares y en 2010 se ubicó en el # 68. Actualmente, en la encuesta del 2012, quedó al margen de los 100 primeros quedando relegado a la posición #113. Sus canciones ha tenido el respaldo de DJs de la talla de Tiësto y Armin van Buuren así como sus tracks aparecen habitualmente en las compilaciones de trance como In Search Of Sunrise 4: América Latina y A State of Trance 2006 . Su último disco, Phantasma, fue lanzado el 30 de agosto de 2010. También, en 2010, fundó su sello Streamlined y comprado por Spinnin' Records.

## Discografía

### Álbumes
- 2008: Pictures
- 2010: Phantasma

### Singles/EP
- 2012: "Trumpets" (con Alex Kenji)
- 2012: "Us"
- 2012: "Prelude & Kiev"
- 2012: "Me"
- 2012: "You"
- 2011: "The Peacemaker"
- 2011: "The Lovemaker"
- 2011: "Vengeance Vengeance"
- 2011: "Absolut" (con Joop)
- 2011: "Ost Kaas" (con Marcus Schossow)
- 2011: "Cape Town"
- 2010: "Elysian Fields"
- 2010: "Saturn" (con W&W)
- 2010: "By Your Side (I Will Be There)" (feat. Fisher)
- 2010: "That Morning"
- 2010: "Dark Star" (con Sied van Riel)
- 2010: "2099" (con Marcus Schossow)
- 2010: "Shimamoto"
- 2009: "NSFW"
- 2009: "Medellín"
- 2009: "Lunar Diamond"
- 2009: "Seraphic"
- 2009: "Last Light Tonight" (con Menno De Jong)
- 2009: "This" (feat. Floria Ambra)
- 2009: "Wet Dream" (con Galen Behr)
- 2009: "Thug & Sofa Cure"
- 2008: "YE"
- 2008: "XD"
- 2008: "The Night Is Young"
- 2008: "One / Two"
- 2008: "Ocean Drive Boulevard"
- 2008: "Malibeer / With The Flame In The Pipe"
- 2008: "I Finally Found" (feat. Simon Binkenborn)
- 2008: "Hold On"
- 2008: "Deep Red"
- 2007: "Summernight Confessions"
- 2006: "No Need To Come Back" (feat. Elsa Hill)

### Remixes
- 2011: The Prodigy - No Good (Leon Bolier Remix)
- 2011: Raphinha Bartel - Double Evidence (Leon Bolier Remix)
- 2009: Aly & Fila - "Khepera" (Leon Bolier Remix)
- 2009: Cliff Coenraad - "Gone South" (Leon Bolier Remix)
- 2009: Push - Global Age (Leon Bolier Remix)
- 2009: Arnej - "Dust In The Wind" (Leon Bolier Remix)
- 2009: W&W - "The Plan" (Leon Bolier Remix)
- 2009: Breakfast - Air Guitar (Leon Bolier Remix)
- 2008: Karl G feat. Vicky Fee - Repeat Again (Leon Bolier Remix)
- 2008: Airbase - "The Road Not Taken" (Leon Bolier Remix)
- 2008: Leon Bolier vs. Kamaya Painters - Endless Ocean Wave (Leon Bolier Mash-Up)
- 2008: Embrace - "Embrace" (Leon Bolier Remix)
- 2008: Seth Hutton feat. Judie Tzuke - Don't Look Behind You (Leon Bolier Remix)
- 2008: Jamaster A - Cicada (Leon Bolier Remix)
- 2007: Carlos - Alanda (Leon Bolier Remix)
- 2007: Joop - The Future (Leon Bolier Remix)
- 2007: Kenneth Thomas - Soleil Noir (Leon Bolier Remix)
- 2007: Joop - Prominent (Leon Bolier Remix)
- 2007: Dave202 - Torrent (Leon Bolier Remix)
- 2007: Evil Robot - Just Go! (Leon Bolier Remix)
- 2007: Activa - Genetic (Leon Bolier vs Joop Remix)
- 2007: Stephen J. Kroos - Formalistick (Leon Bolier Remix)
- 2007: Sied van Riel - Sigh (Leon Bolier Remix)
- 2007: Splitscreen - Boomblasta (Leon Bolier Vs. Joop Remix)
- 2006: Carlos - The Silmarillia 2007 (Leon Bolier Remix)
- 2006: Gott & Gordon - Midnight (Leon Bolier Remix)
- 2006: JPL - Ilmola (Leon Bolier Remix)
- 2006: Mike Shiver - Feelings (Leon Bolier Remix)
- 2006: Xtranova - The Way We Were (Leon Bolier Remix)
- 2005: Niklas Harding & Redshift - Pagoda (Leon Bolier Remix)
- 2004: Can & Schossow - Blabarsmonstret (Leon Bolier Remix)

### Mezclas
- 2011: Streamlined 2011 - Tunis
- 2009: Streamlined 2009 - Buenos Aires
- 2008: Trance Mission Disc 1